# 101E busz (Budapest)
A budapesti 101E jelzésű autóbusz Kelenföld vasútállomás és Budatétény vasútállomás (Campona) között közlekedik zónázó gyorsjáratként. A viszonylatot az ArrivaBus üzemelteti.

## Története
2014. március 31-én 101-es jelzéssel a BKK új gyorsjáratot indított Kelenföld vasútállomás és Budatétény vasútállomás (Campona) között a Balatoni úton, Budatétényen és a Rózsakert lakótelepen át.
2014. szeptember 1-jétől a Brassói utcánál is megállt, Kelenföld felé pedig a Balatoni út–Budaörsi út útvonal helyett a Balatoni út–Egér út–Péterhegyi út útvonalon közlekedett, ezért a Sasadi út megállót nem érintette.
2016. június 6-ától megosztva közlekedik, 101B jelzéssel Kelenföld vasútállomás és Budatétényi sorompó, 101E jelzéssel pedig korábbi útvonalán.
2019. október 5-étől hétvégén is közlekedik, első ajtós felszállási rend szerint. 2024. február 5-étől este 20 óra után az autóbuszokra csak az első ajtón lehet felszállni.

## Útvonala
| Budatétény vasútállomás felé |
| Kelenföld vasútállomás M vá. – Zelk Zoltán út – Péterhegyi út – Egér út – Balatoni út – Szabadkai utca – Csiperke utca – Klauzál Gábor utca – Bíbic utca – Terv utca – Rózsakert utca – Nagytétényi út – Budatétény vasútállomás (Campona) vá. |
| Kelenföld vasútállomás felé |
| Budatétény vasútállomás (Campona) vá. – Nagytétényi út – Rózsakert utca – Terv utca – Bíbic utca – Klauzál Gábor utca – Csiperke utca – Szabadkai utca – Balatoni út – Egér út – Péterhegyi út – Zelk Zoltán út – Kelenföld vasútállomás M vá. |

## Megállóhelyei
Az átszállási kapcsolatok között a 101B busz nincsen feltüntetve.
| 0  | Kelenföld vasútállomás M végállomás          | 20 | 1, 19, 49 8E, 40, 40B, 40E, 53, 58, 87, 87A, 88, 88A, 141, 150, 150B, 153, 154, 172, 173, 187, 188, 188E, 250, 250B, 251, 251A, 251E, 272 689, 691, 710, 712, 715, 720, 722, 724, 725, 727, 731, 732, 734, 735, 736, 760, 762, 763, 764, 767, 770, 774, 775, 778, 779, 798, 799 S10 G10 S12 S30 Z30 S34 S35 S36 S40 G40 Z40 S42 Z42 G43 G44 IC, EC, EN, sebesvonat, gyorsvonat, expresszvonat, |
| 9  | Budatétény, benzinkút                        | 10 | 58, 141, 150, 150B, 158 710, 712, 720, 722 |
| 10 | Memento Park                                 | 9  | 150, 150B 710, 712, 720, 722 |
| 11 | Brassói utca                                 | 8  | 150, 150B |
| 12 | Aradi utca                                   | 8  | 150, 150B |
| 13 | Nyél utca                                    | 7  | 150, 150B |
| 14 | Bíbic utca                                   | 6  | 150, 150B |
| 15 | Gyula vezér út                               | 5  | |
| 16 | Terv utca                                    | 4  | 114 |
| 17 | Rákóczi út                                   | 3  | 114 |
| 18 | Tűzliliom utca                               | 2  | 114 |
| 19 | Rózsakert utca / Minta utca                  | 1  | 13, 88, 113, 113A, 114, 213, 214, 287 |
| 19 | Budatétény vasútállomás (Növény utca)        | 1  | 13, 33, 88, 113, 113A, 114, 133E, 213, 214, 287 700 |
| 20 | Budatétény vasútállomás (Campona) végállomás | 0  | 13, 88, 113, 113A, 138, 150, 150B, 287 700 S40 S42 G43 G44 |